# Gilia laciniata
Gilia laciniata là một loài thực vật có hoa trong họ Polemoniaceae. Loài này được Ruiz & Pav. mô tả khoa học đầu tiên năm 1799.

## Hình ảnh

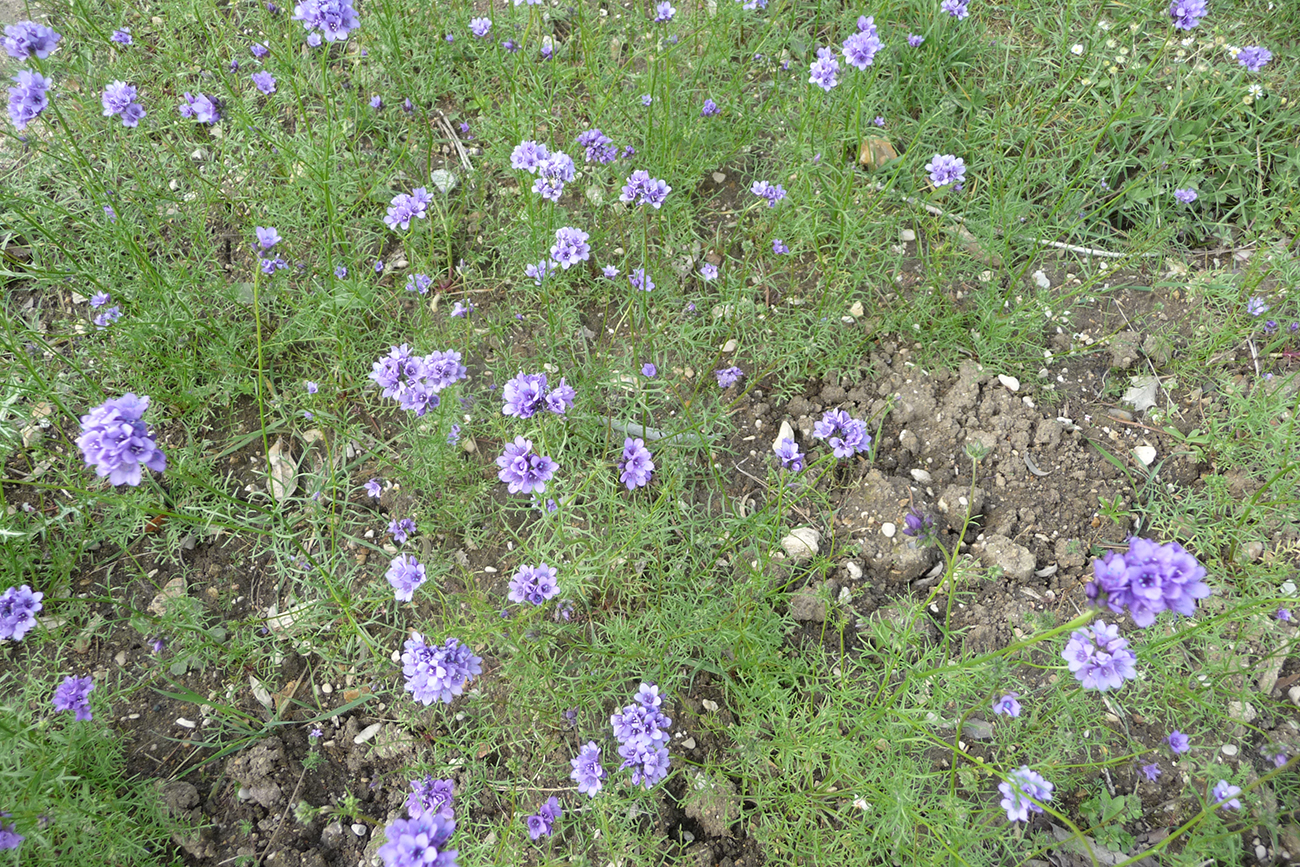